# S’Horta
S’Horta (auch: L'Horta bzw. früher Sant Isidre bzw. Sant Isidre de la Huerta) ist ein Dorf und Teil der Gemeinde Felanitx, die wiederum eine von 53 selbständigen Gemeinden auf der balearischen Mittelmeerinsel Mallorca ist. Das Dorf liegt im Südosten der Insel und grenzt im Nordosten an Portocolom und im Südwesten an Calonge. Etwas weiter im Norden befindet sich der Hauptort der Region, Felanitx.

## Name
Der Name des Ortes wurde Anfang des 20. Jahrhunderts vom Stadtrat von Felanitx mit Sant Isidre (dt.: hl. Isidor) festgelegt, von der Bevölkerung aber nicht angenommen. Bereits zuvor wurde das Dorf als s’Horta bzw. als Es Bubots bezeichnet. Dem Ortsnamen Sant Isidre wurde dann wieder Horta (Huerta) beigefügt (Sant Isidre de la Huerta bzw. Sant Isidre de la Horta) woraus sich schlussendlich die heutige Kurzbezeichnung als s’Horta bzw. l’Horta ergab.
Der Name des Ortes bezeichnet ein durch Bewässerung geschaffenes fruchtbares Landstück (ca.: Horta – dt.: Garten) und wird auf Mallorca mehrfach in dieser Bedeutung verwendet. Die Bewässerung hat in s’Horta eine jahrhundertelange Tradition.

## Geschichte, Geographie, Lage und Sprache
Das Dorf wird als s’Horta erstmals 1329 erwähnt. Es befindet sich auf etwa 100 msnm in einer leichten Hügellandschaft im äußersten Südosten Mallorcas und ist etwa 60 Kilometer von der Hauptstadt Palma entfernt und gut über das Straßennetz angebunden.
Das Dorf hat (2017) eine Einwohnerzahl von 1054 Personen (2008 waren es 1253). Davon lebten 519 Personen direkt im Dorf und der Rest im näheren Umland. Amtssprachen sind Katalanisch und Spanisch.
In der Nähe von s’Horta wurde der früher bekannte Stein von Santanyí (Pedra de Santanyí bzw. Santagñy) gebrochen.
Das Dorf wird durch die überregionale Straße MA 4012, von Calonge kommend Richtung Portocolom führend in zwei Hälften geteilt.
Wichtigster Wirtschaftszweig sind lokale Dienstleistungen und die Landwirtschaft.

## Sehenswürdigkeiten

### Bauten
- Kirche Sant Isidre, stammt aus der zweiten Hälfte des 19.- Jahrhunderts.[4]

### Ausflugsziele
- Puig de sa Talaia, etwa 250 Meter
- Es Clot del Pou, ein Weiler mit Fincas nördlich von S’Horta
- von s’Horta etwa fünf Kilometer entfernt befindet sich das Castell de Santueri, eine (maurische) Felsenruine auf dem Puig de Santueri, und etwa neun Kilometer entfernt das Santuari de Sant Salvador (Kloster) auf dem Puig de Sant Salvador (507 m) mit einem schönen Kreuzweg, einer sehenswerten Kirche und der bei sportlichen Fahrradfahrern beliebten 5,5 km langen „Berg“-Strecke.

### Strände
- Cala sa Nau, etwa 5 km entfernt
- Strände in Cala d’Or, etwa 5 km entfernt
- Cala Marçal, etwa 7 km entfernt

Siehe auch: Strände und Buchten auf Mallorca

### Sonstiges
Großzügig angelegter 18-Loch Golfplatz Cala d’Or/s’Horta (Club De Golf Vall D’Or).